# غافين غريفين
غافين غريفين (بالإنجليزية: Gavin Griffin)‏ (17 سبتمبر 1993 في المملكة المتحدة - ) هو لاعب كرة قدم بريطاني في مركز الدفاع. لعب مع نادي بارتيك ثيسل وأردريونيانز.

## وصلات خارجية
- غافين غريفين على موقع قاعدة بيانات كرة القدم.إي يو (الإنجليزية)
- غافين غريفين على موقع Soccerway.com (الإنجليزية)